# Glaucocharis bilinealis
Glaucocharis bilinealis là một loài bướm đêm trong họ Crambidae.